# Cornugon
Cornugon is een geslacht van vliesvleugeligen uit de familie Eulophidae. De wetenschappelijke naam van dit geslacht is voor het eerst geldig gepubliceerd in 2011 door Hansson.

## Soorten
Het geslacht Cornugon omvat de volgende soorten:
- Cornugon albicoxa Hansson, 2011
- Cornugon anais Hansson, 2011
- Cornugon bicornis Hansson, 2011
- Cornugon diabolos Hansson, 2011
- Cornugon diceros Hansson, 2011
- Cornugon gibberum Hansson, 2011
- Cornugon leios Hansson, 2011
- Cornugon petiolatum Hansson, 2011
- Cornugon reticulatum Hansson, 2011
- Cornugon unicornis Hansson, 2011